# City of Westminster

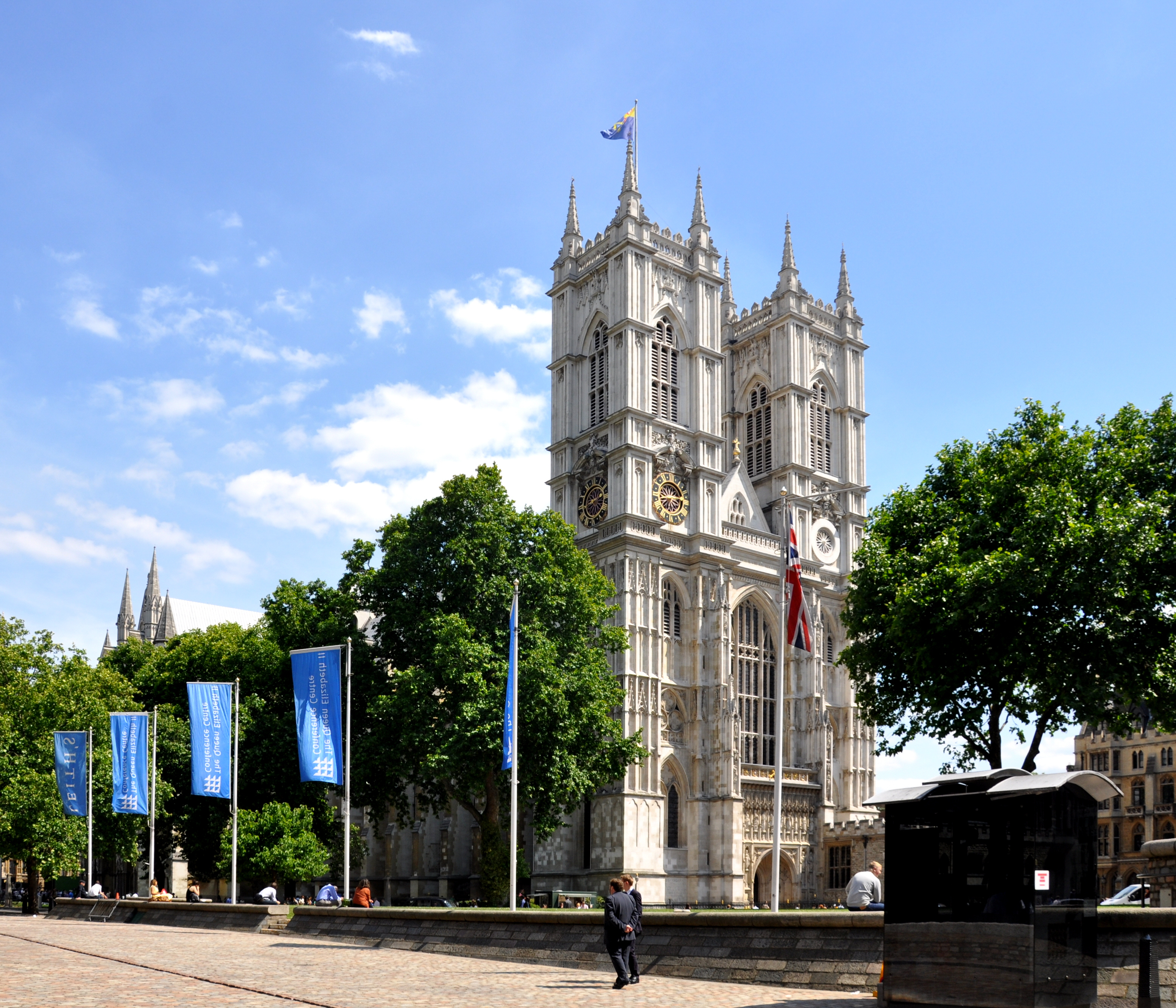
Opactwo Westminsterskie

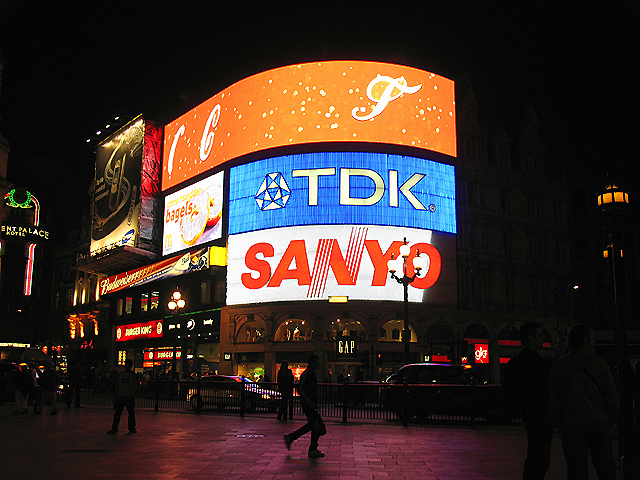
Piccadilly Circus

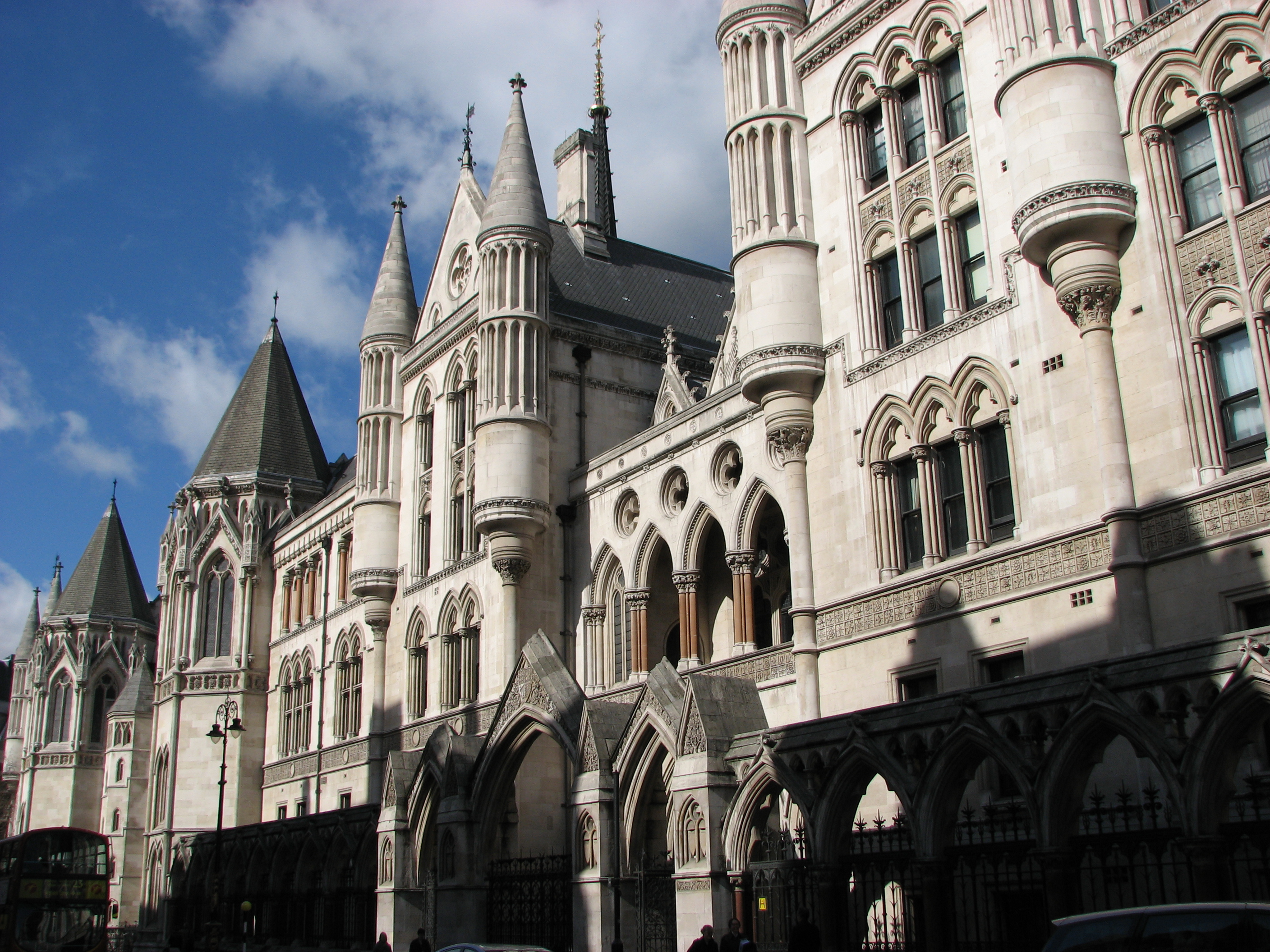
Royal Courts of Justice

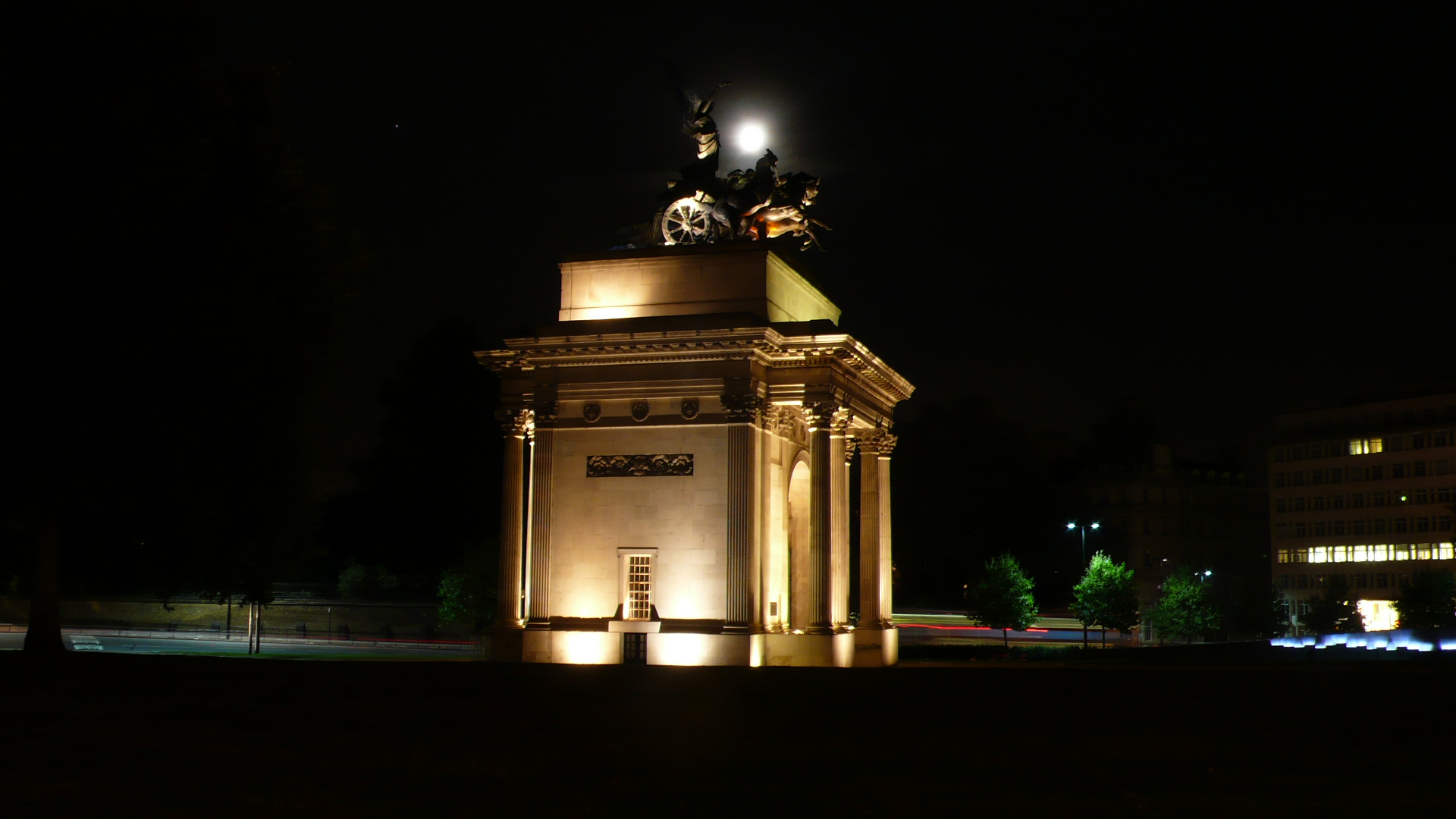
Łuk Triumfalny Wellingtona

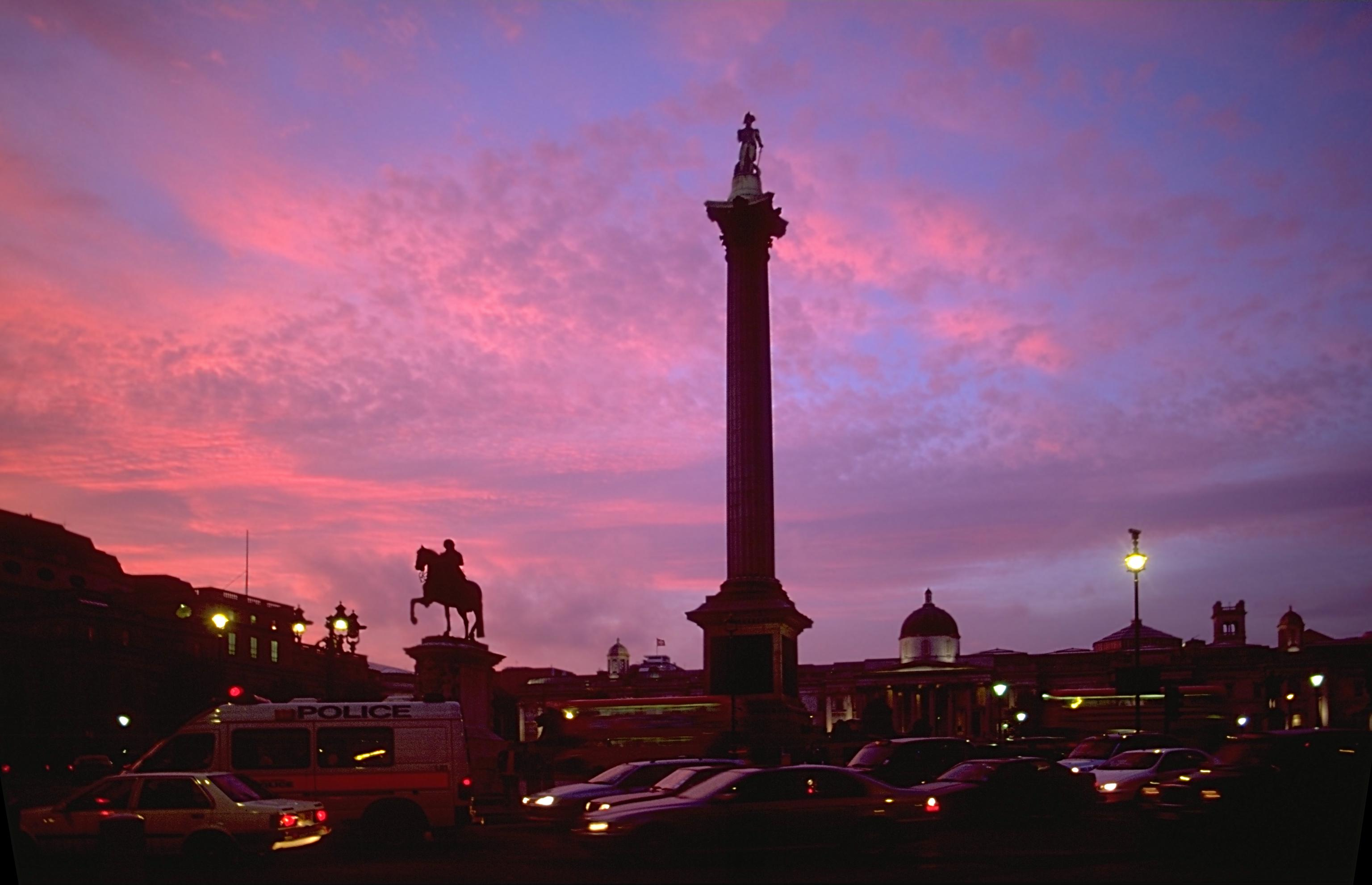
Trafalgar Square wieczorem

City of Westminster – gmina Wielkiego Londynu położona w środkowej części miasta, nad Tamizą, w sąsiedztwie City of London. Wraz z 11 innymi gminami wchodzi w skład tzw. Londynu Wewnętrznego. Władzę stanowi Rada Gminy Westminster (ang. Westminster City Council). W City of Westminster znajduje się, oprócz Buckingham Palace – oficjalnej siedziby króla, także większość centralnych instytucji rządowo-politycznych, ambasady, liczne teatry, kina, muzea, sklepy i główne siedziby wielu firm o zasięgu globalnym.

## Historia
Gminę utworzono w 1965 na podstawie ustawy London Government Act 1963 ze stołecznych gmin St Marylebone (ang. Metropolitan Borough of St Marylebone), Paddington (ang. Metropolitan Borough of Paddington) oraz Westminster (ang. Metropolitan Borough of Westminster), które utworzono w 1900 roku w ramach podziału hrabstwa Londyn (ang. County of London) na 28 gmin.

## Geografia
Gmina Westminster ma powierzchnię 21,48 km², graniczy od wschodu z City, od zachodu z Kensington and Chelsea, od północnego zachodu z Brent, od północnego wschodu z Camden zaś od południa przez Tamizę z Wandsworth i Lambeth.
W skład gminy Westminster wchodzą następujące obszary:
| - Bayswater - Belgravia (częściowo leży w Kensington and Chelsea) - Covent Garden (częściowo leży w Camden) - Fitzrovia (częściowo leży w Camden) - Hyde Park - Knightsbridge (częściowo leży w Kensington and Chelsea) - Lisson Grove - Maida Vale - Mayfair - Marylebone - Millbank - Paddington | - Pimlico - Queen’s Park - St James’s - St John’s Wood - Soho z Chinatown - Temple (częściowo leży w City) - Theatreland - Victoria - Westbourne Green - West End - Westminster |

Gmina dzieli się na 18 okręgów wyborczych które nie pokrywają się dokładnie z podziałem na obszary, zaś mieszczą się w dwóch rejonach tzw. borough constituencies – Westminster North i Cities of London and Westminster.
| - Abbey Road (Westminster North) - Bayswater (Westminster North) - Bryanston and Dorset Square (Cities of London and Westminster) - Church Street (Westminster North) - Churchill (Cities of London and Westminster) - Harrow Road (Westminster North) - Hyde Park (Cities of London and Westminster) - Knightsbridge and Belgravia (Cities of London and Westminster) - Lancaster Gate (Westminster North) - Little Venice (Westminster North) | - Maida Vale (Westminster North) - Marylebone High Street (Cities of London and Westminster) - Queen’s Park (Westminster North) - Regent’s Park (Westminster North) - St James’s (Cities of London and Westminster) - Tachbrook (Cities of London and Westminster) - Vincent Square (Cities of London and Westminster) - Warwick (Cities of London and Westminster) - West End (Cities of London and Westminster) - Westbourne (Westminster North) |

## Demografia
W 2011 roku gmina Westminster miała 219 396 mieszkańców.
Podział mieszkańców według grup etnicznych na podstawie spisu powszechnego z 2011 roku:
| - Biali Brytyjczycy: 77 334 (35,2%) - Biali Irlandczycy: 4960 (2,3%) - Irish Travellers: 76 (0,0%) - Pozostali biali: 52 960 (24,1%) - Mieszani Karaibowie: 1869 (0,9%) - Mieszani Afrykanie: 1927 (0,9%) - Mieszani Azjaci: 3584 (1,6%) - Pozostali mieszani: 4015 (1,8%) - Hindusi: 7213 (3,3%) | - Pakistańczycy: 2328 (1,1%) - Banglijczycy: 6299 (2,9%) - Chińczycy: 5917 (2,7%) - Pozostali Azjaci: 10 105 (4,6%) - Czarni Afrykanie: 9141 (4,2%) - Czarni Karaibowie: 4449 (2,0%) - Pozostali czarni: 2882 (1,3%) - Arabowie: 15 724 (7,2%) - Pozostałe grupy etniczne: 8613 (3,9%) |

Podział mieszkańców według wyznania na podstawie spisu powszechnego z 2011 roku:
- Chrześcijaństwo –  44,6%
- Islam – 18,3%
- Hinduizm – 1,9%
- Judaizm – 3,3%
- Buddyzm – 1,5%
- Sikhizm – 0,2%
- Pozostałe religie – 0,6%
- Bez religii – 20,3%
- Nie podana religia – 9,4%

Podział mieszkańców według miejsca urodzenia na podstawie spisu powszechnego z 2011 roku:
| - Wielka Brytania (102 407 – 46,68%) - Stany Zjednoczone (7811 – 3,56%) - Francja (5675 – 2,59%) - Włochy (4333 – 1,97%) - Australia (4213 – 1,92%) - Indie (3928 – 1,79%) - Irlandia (3752 – 1,71%) - Hiszpania (3110 – 1,42%) - Niemcy (3001 – 1,37%) - Bangladesz (2916 – 1,33%) - Iran (2920 – 1,33%) - Filipiny (2275 – 1,04%) - Portugalia (2158 – 0,98%) - Polska (1893 – 0,86%) | - Południowa Afryka (1877 – 0,86%) - Chiny (1720 – 0,78%) - Pakistan (1166 – 0,53%) - Nigeria (1151 – 0,52%) - Turcja (1056 – 0,48%) - Somalia (946 – 0,43%) - Jamajka (693 – 0,32%) - Kenia (692 – 0,32%) - Rumunia (537 – 0,24%) - Sri Lanka (493 – 0,22%) - Ghana (406 – 0,19%) - Litwa (413 – 0,19%) - Zimbabwe (324 – 0,15%) - pozostali (57 530 – 26,22%) |

## Transport

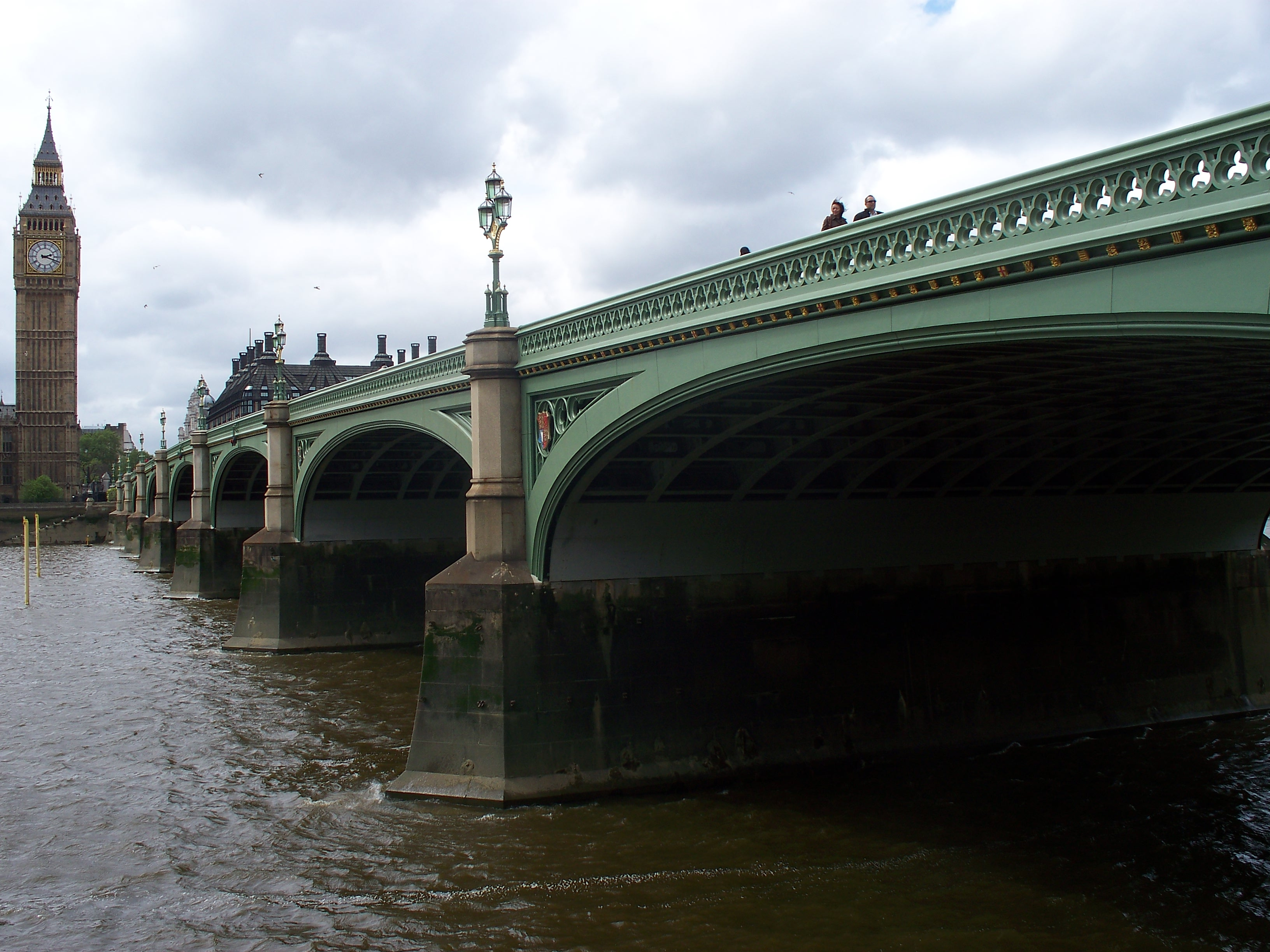
Westminster Bridge

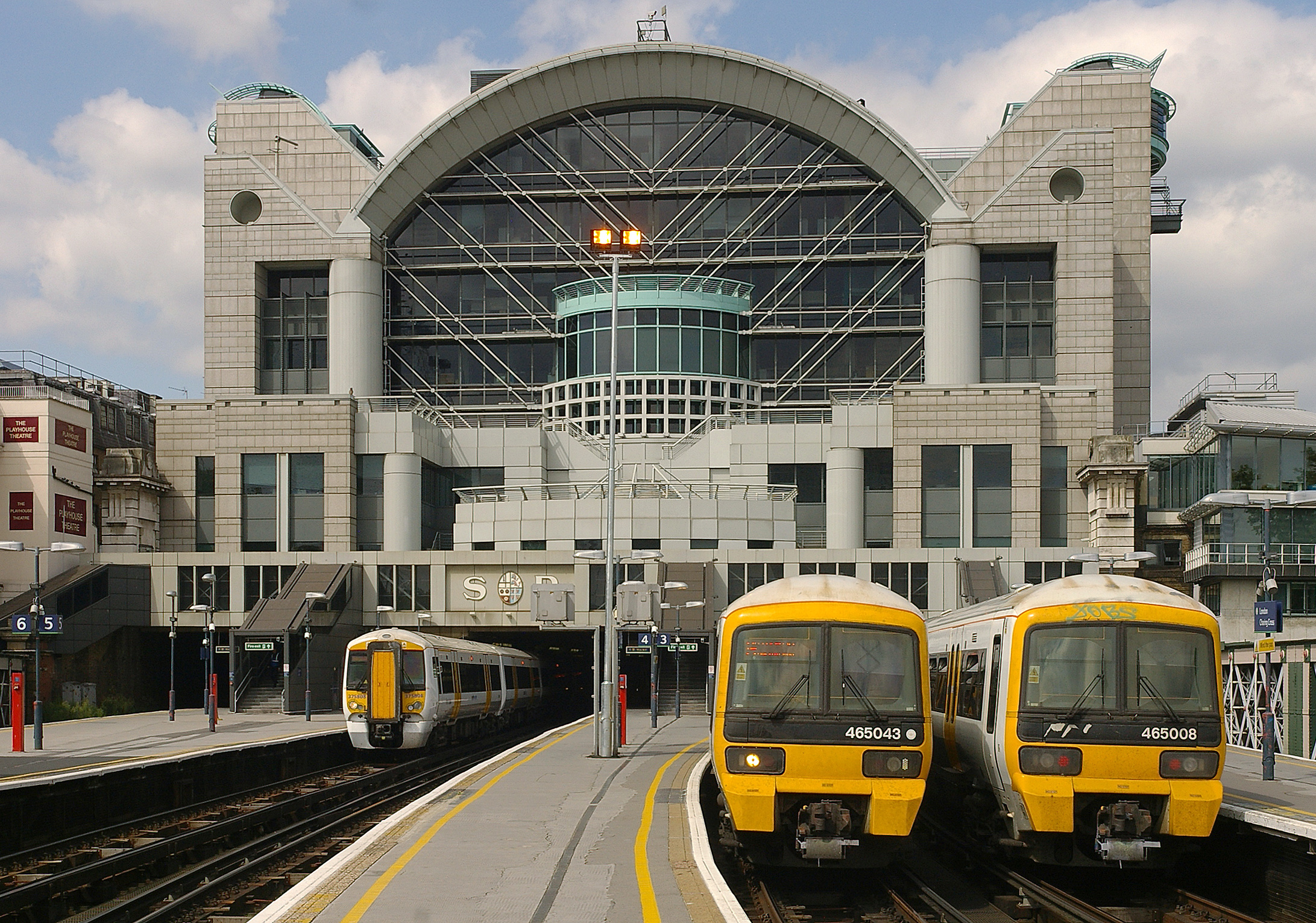
stacja Charing Cross

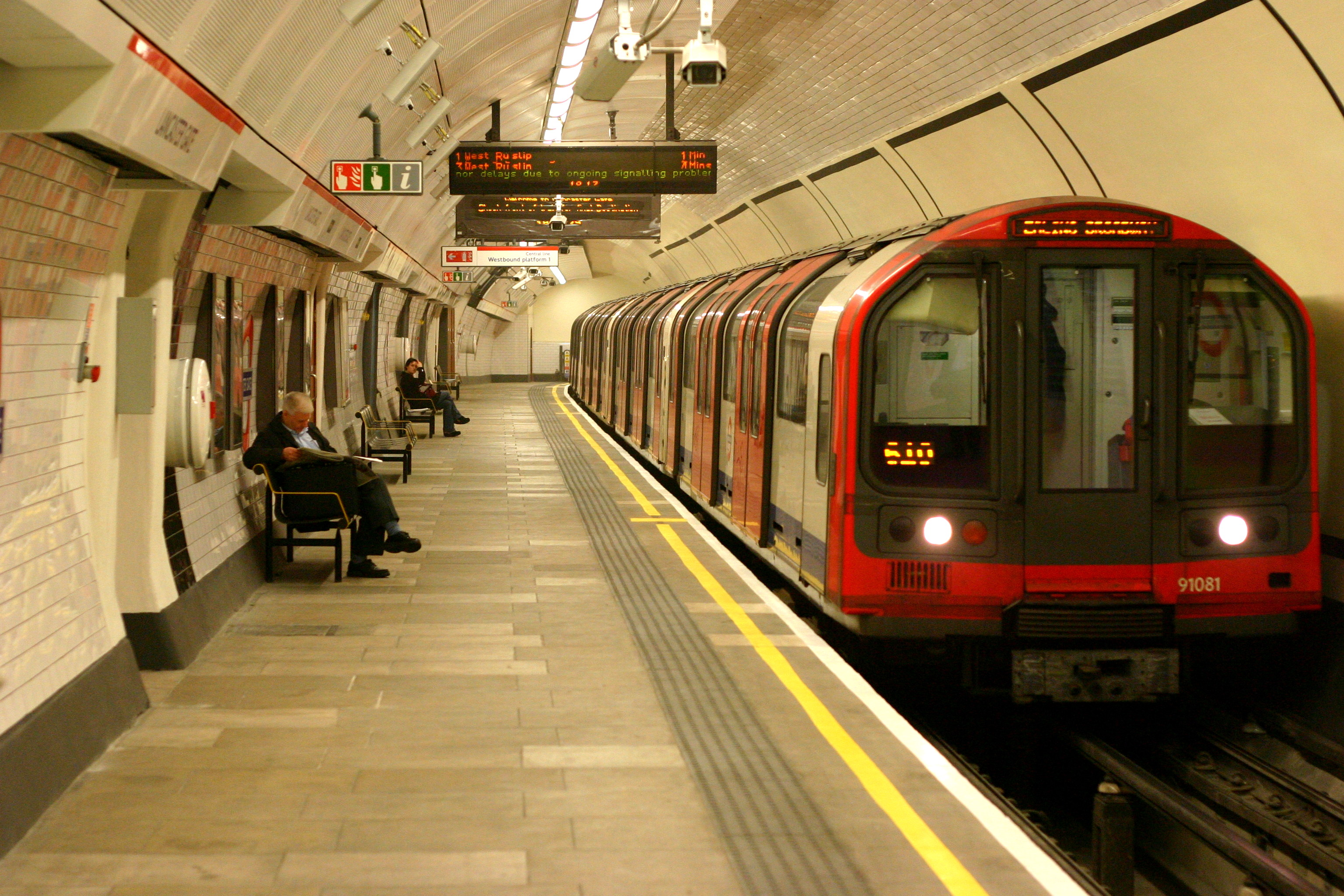
stacja Lancaster Gate

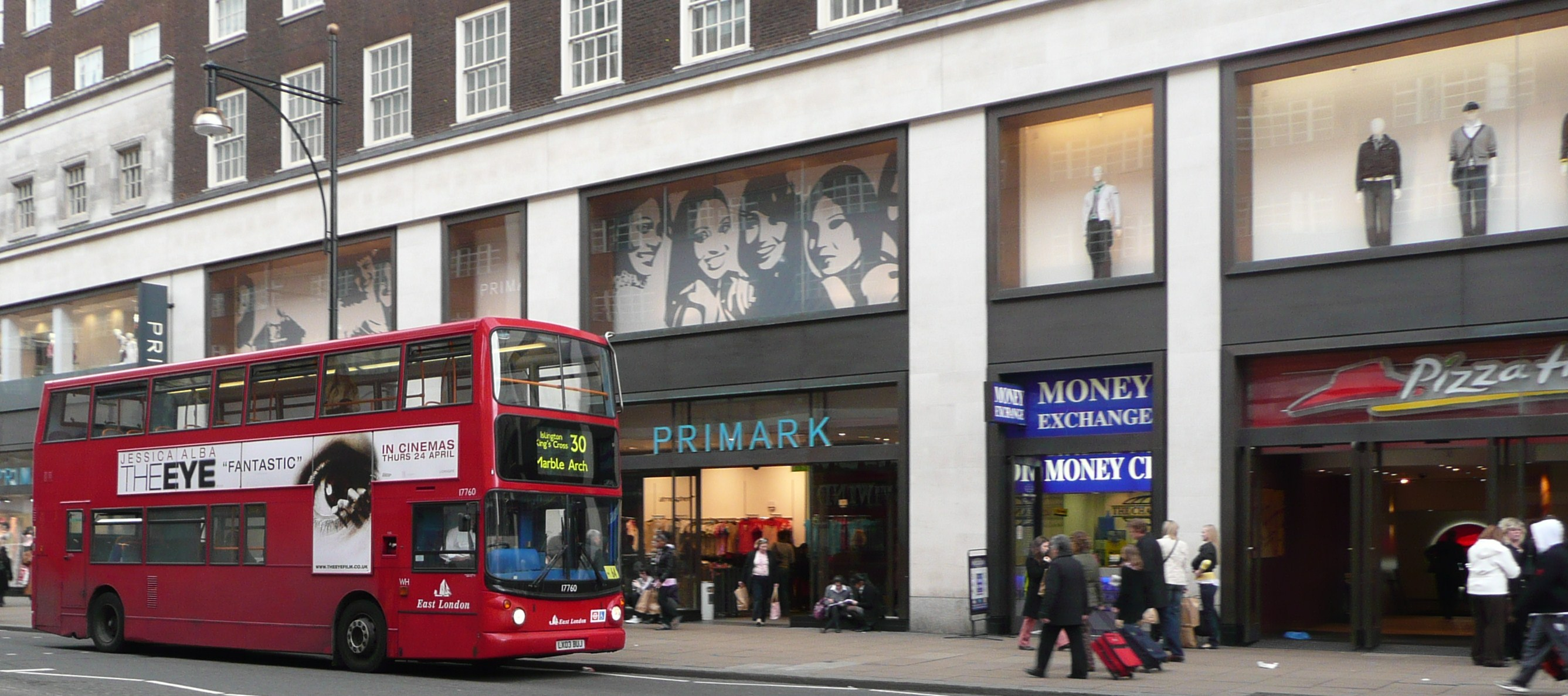
Oxford Street

Przez dzielnicę Westminster przebiega 10 z 11 linii metra: Bakerloo Line, Central Line, Circle Line, District Line, Hammersmith & City Line, Jubilee Line, Metropolitan Line, Northern Line, Piccadilly line i Victoria Line.
Stacje metra:
- Baker Street – Bakerloo Line, Circle Line, Hammersmith & City Line, Jubilee Line i Metropolitan Line
- Bayswater – Circle Line i District Line
- Bond Street – Central Line i Jubilee Line
- Charing Cross – Bakerloo Line i Northern Line
- Covent Garden – Piccadilly line
- Edgware Road – Bakerloo Line
- Edgware Road – Circle Line, District Line i Hammersmith & City Line (druga stacja o tej samej nazwie położona 150 metrów dalej)
- Embankment – Bakerloo Line, Circle Line, District Line i Northern Line
- Great Portland Street – Circle Line, Hammersmith & City Line i Metropolitan Line
- Green Park – Jubilee Line, Piccadilly line i Victoria Line
- Hyde Park Corner – Piccadilly line
- Knightsbridge (na granicy z Kensington and Chelsea) – Piccadilly line
- Lancaster Gate – Central Line
- Leicester Square – Northern Line i Piccadilly line
- Maida Vale – Bakerloo Line
- Marble Arch – Central Line
- Marylebone – Bakerloo Line
- Oxford Circus – Bakerloo Line, Central Line i Victoria Line
- Paddington – Bakerloo Line, Circle Line, District Line i Hammersmith & City Line
- Piccadilly Circus – Bakerloo Line i Piccadilly line
- Pimlico – Victoria Line
- Queensway – Central Line
- Regent’s Park – Bakerloo Line
- Royal Oak – Circle Line i Hammersmith & City Line
- St. James’s Park – Circle Line i District Line
- St John’s Wood – Jubilee Line
- Temple – Circle Line i District Line
- Tottenham Court Road (na granicy z Camden) – Central Line i Northern Line
- Victoria – Circle Line, District Line i Victoria Line
- Warwick Avenue – Bakerloo Line
- Westbourne Park (na granicy z Kensington and Chelsea) – Circle Line i Hammersmith & City Line
- Westminster – Circle Line, District Line i Jubilee Line

Pasażerskie połączenia kolejowe na terenie Westminster obsługują przewoźnicy Southern, Southeastern, Chiltern Railways, First Great Western, Heathrow Connect i Heathrow Express.
Stacje kolejowe:
- Charing Cross
- Marylebone
- Paddington
- Victoria

Mosty:
- Chelsea Bridge
- Lambeth Bridge
- Vauxhall Bridge
- Waterloo Bridge
- Westminster Bridge

Tramwaje wodne – Thames Clippers
Przystanie:
- Embankment Pier
- Millbank Millennium Pier

## Miejsca i muzea
- Pałac Westminsterski
- Big Ben
- Buckingham Palace
- Clarence House
- St. James’s Palace
- St. James’s Park
- Downing Street – 10 Downing Street

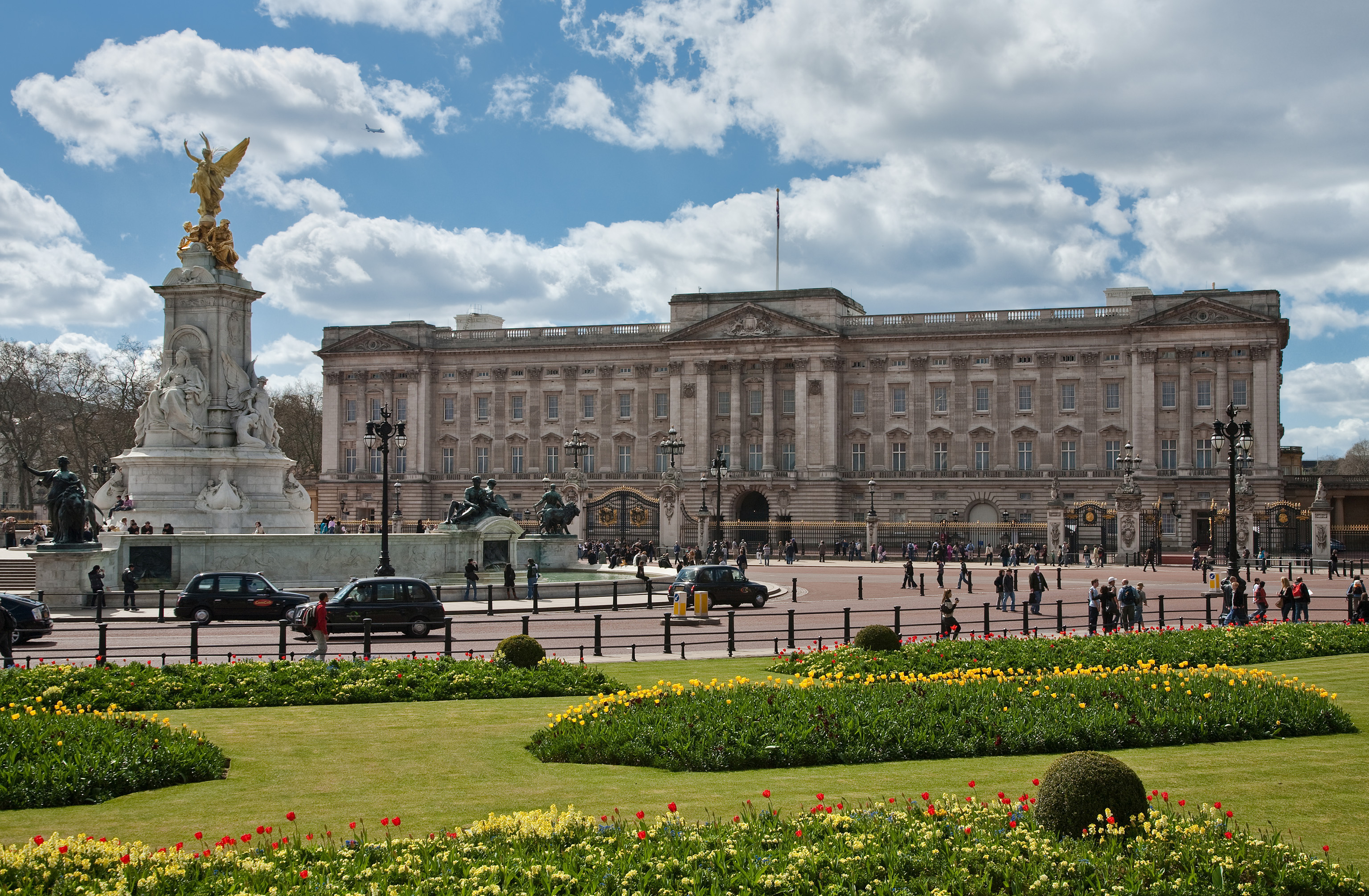
Pałac Buckingham

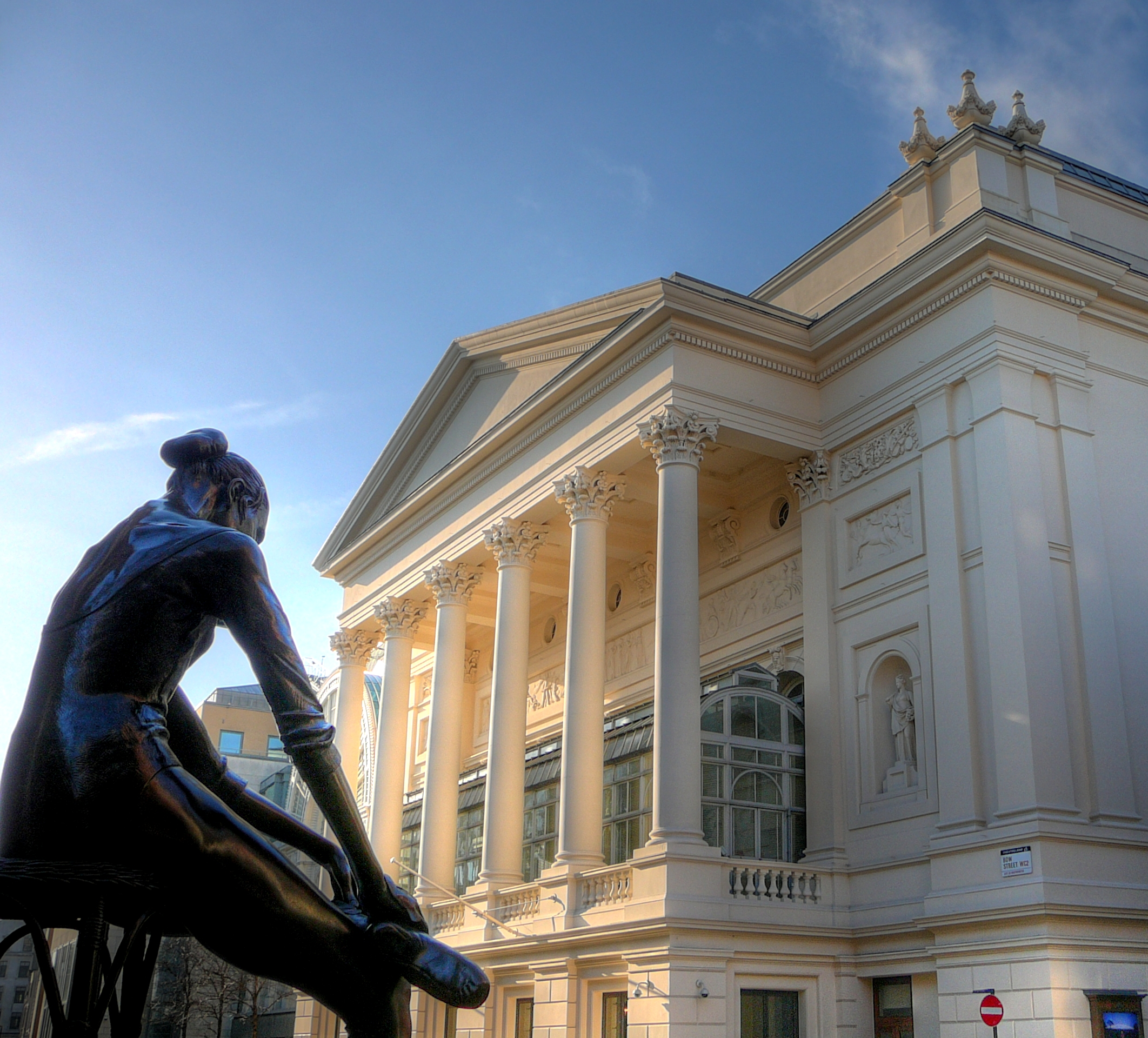
Royal Opera House

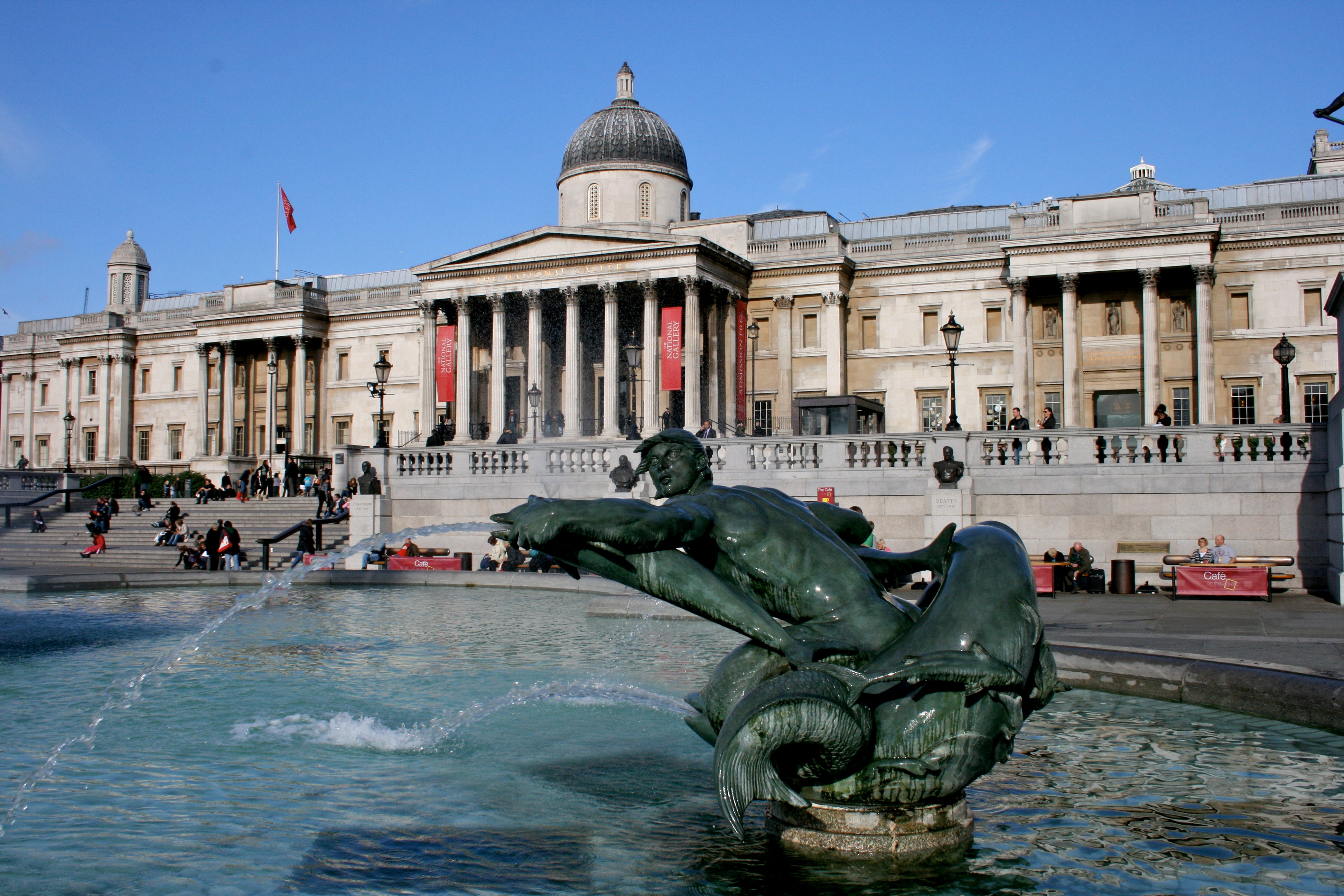
National Gallery

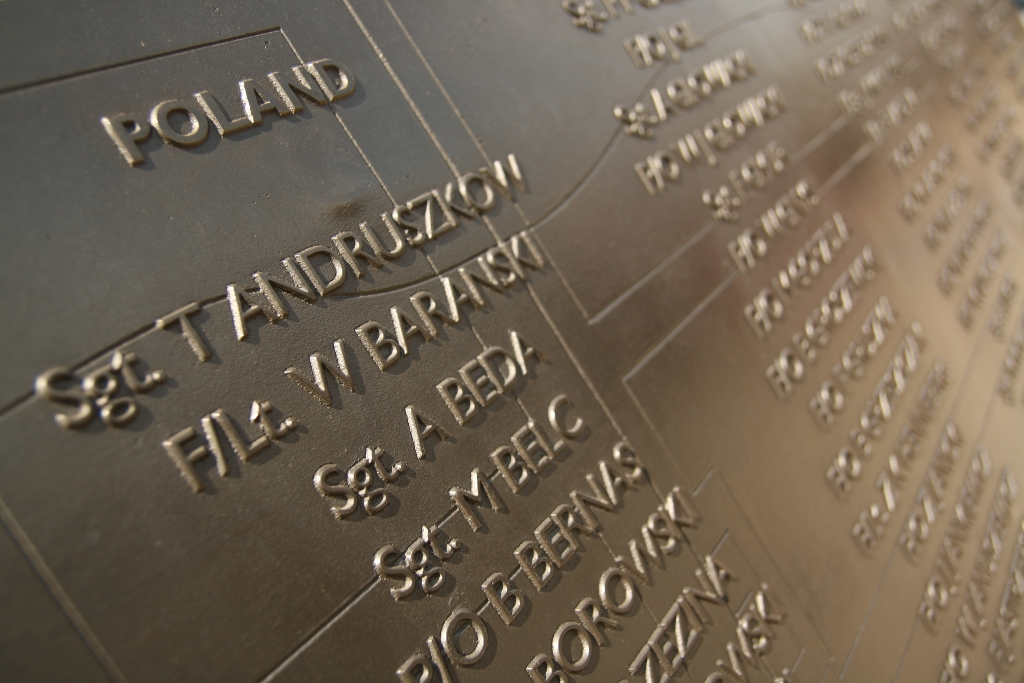
Tablica poświęcona polskim pilotom na Battle of Britain Monument

- Royal Courts of Justice (siedziba sądów wyższej instancji)
- Whitehall – Foreign and Commonwealth Office
- Royal Geographical Society
- Somerset House
- Opactwo Westminsterskie
- Katedra Westminsterska
- National Gallery w Londynie
- National Portrait Gallery
- Household Cavalry Museum[12]
- Handel House Museum[13]
- Tate Britain
- Muzeum Figur Woskowych Madame Tussaud w Londynie
- London Transport Museum[14]
- The Guards Museum[15]
- Churchill War Rooms[16] (muzeum: bunkier, gdzie w czasie II wojny odbywały się posiedzenia rządu Winstona Churchilla)
- Alexander Fleming Laboratory Museum[17]
- Apsley House (Wellington Museum)[18]
- Sherlock Holmes Museum[19]
- Instytut Polski i Muzeum im. gen. Sikorskiego w Londynie
- Spencer House[20]
- Wallace Collection
- Muzeum/sklep firmy Twinings (pierwsza herbaciarnia w Londynie)[21]
- Royal Opera House
- English National Opera
- Royal Albert Hall
- kilkadziesiąt teatrów w dzielnicy West End
- Lord's Cricket Ground/MCC Museum[22]
- Hotel Savoy
- Trafalgar Square
- Piccadilly Circus
- Hyde Park
- London Zoo
- Abbey Road Studios
- Victoria Coach Station
- Wellington Arch
- Carnaby Street(inne języki)[23] (deptak z dużą ilością butików w dzielnicy Soho)
- Oxford Street
- rejs tramwajem wodnym po Regent’s Canal z Little Venice (Maida Vale) do Camden Lock (Camden Town)[24]
- Battle of Britain Monument
- Igła Kleopatry (ang. Cleopatra's Needle) (egipski obelisk zwany Igłą Kleopatry. Do Anglii przywieziono go w 1878 r. Wznosi się niedaleko Waterloo Bridge[25])

## Edukacja
- Royal Academy of Arts

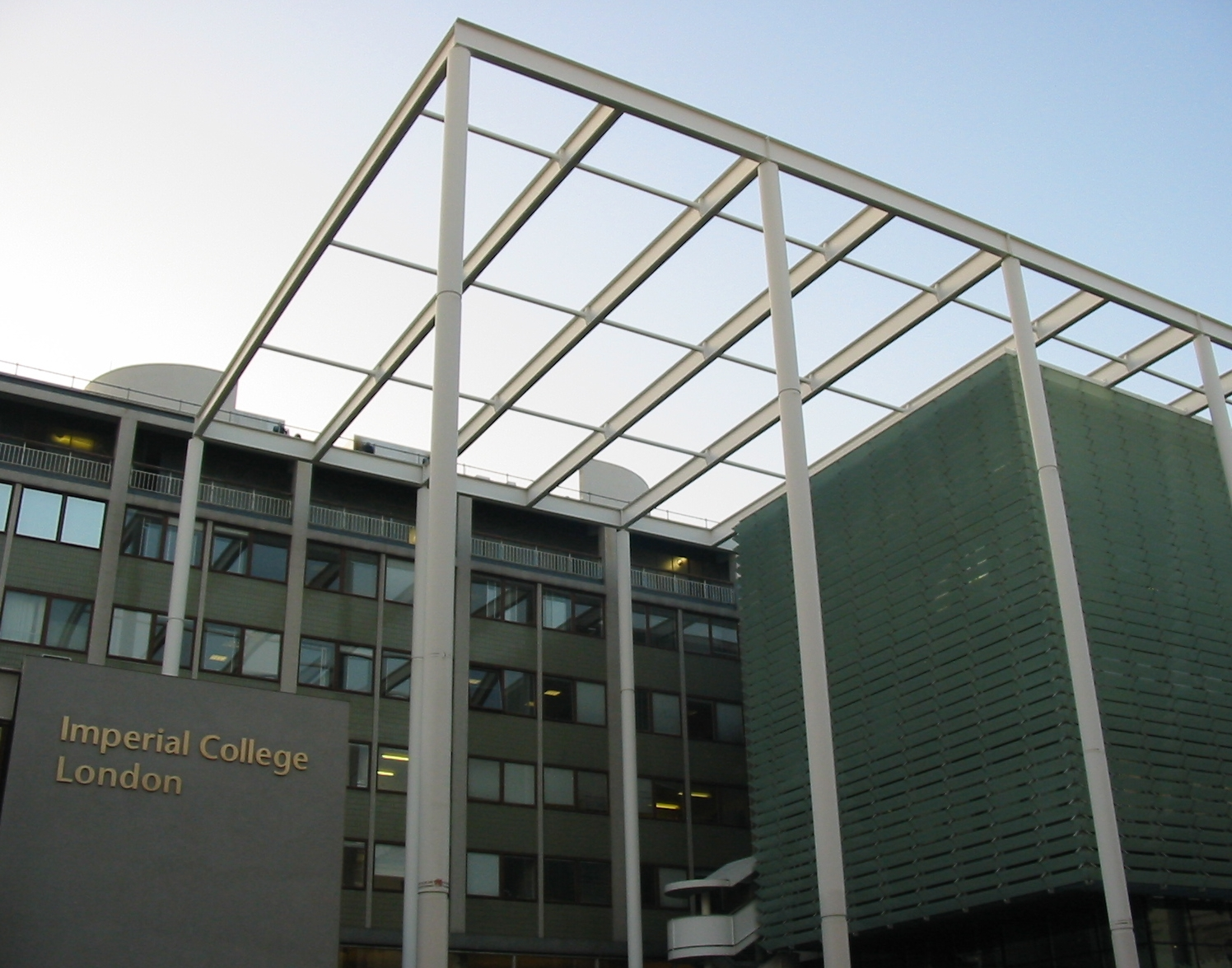
Imperial College London

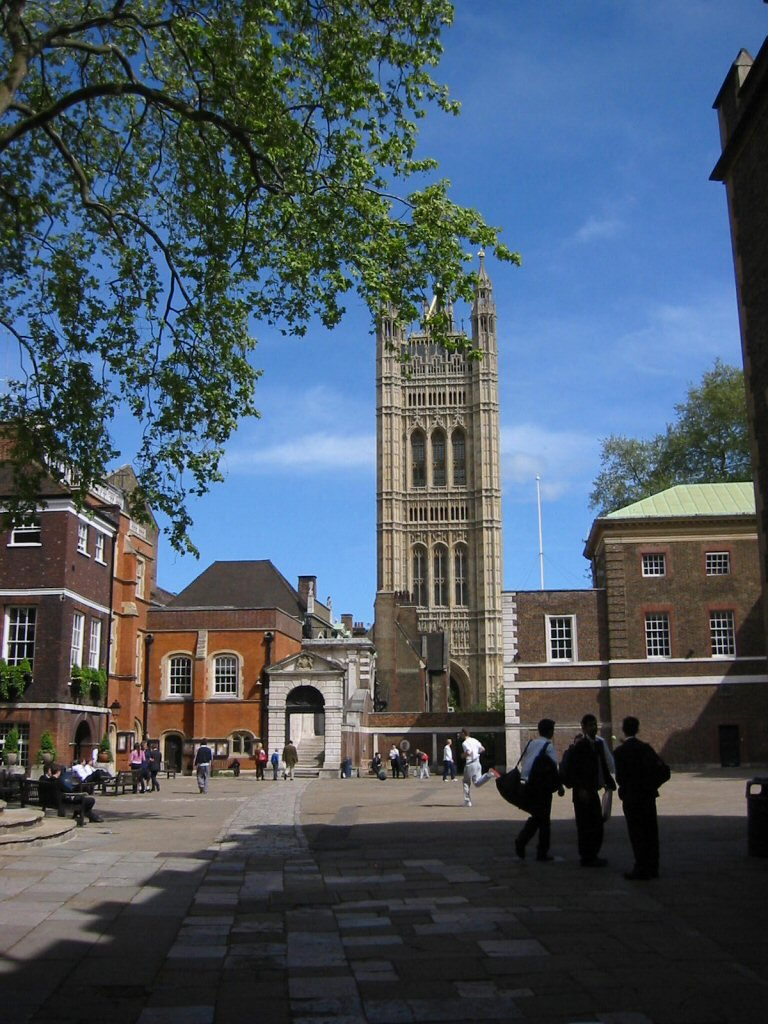
Westminster School

- Imperial College London (na granicy z Kensington and Chelsea)
- King’s College (kampus Strand)
- trzy uczelnie wchodzące w skład University of the Arts London[26]: London College of Fashion, Central Saint Martins College of Art and Design i Chelsea College of Art and Design
- trzy uczelnie wchodzące w skład Uniwersytetu Londyńskiego: London Business School[27], London School of Economics, Królewska Akademia Muzyczna
- University of Westminster[28]
- City of Westminster College[29]
- Westminster Kingsway College- jeden z dwóch kampusów znajduje się w Victorii[30]
- Regent’s College[31]
- The Royal College of St. Peter in Westminster (Westminster School)[32] – elitarna prywatna szkoła która wraz z czterema innymi szkołami: Paul’s Girls' School z Hammersmith and Fulham, St Paul’s School z Richmond upon Thames, Hills Road Sixth Form College z Cambridge oraz Eton College z Eton/Berkshire w latach 2007–2009 wysłały 946 absolwentów na uniwersytety Cambridge i Oxford, podczas gdy pozostałe 2000 szkół wysłało łącznie 927 wychowanków[33]
- Royal College Of Music[34]
- London International College[35]
- Westminster City School[36]
- Abbey College[37]
- London School Of Marketing[38]
- London Film School[39]
- St Patricks International College[40]
- West London College[41]
- American InterContinental University (London)[42]
- Westminster Academy[43]

## Letnie Igrzyska Olimpijskie 2012

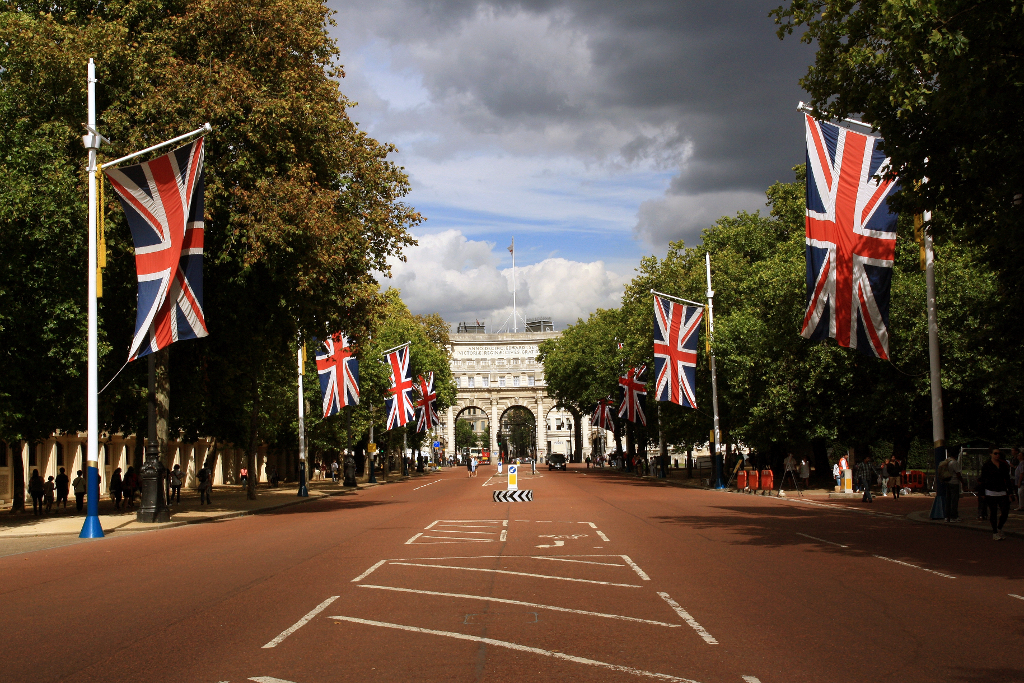
The Mall

W ramach Letnich Igrzysk Olimpijskich 2012 na terenie gminy Westminster odbyły się zawody w następujących miejscach:
- Horse Guards Parade (siatkówka plażowa)
- Hyde Park (pływanie na otwartym akwenie, triathlon)
- Lord's Cricket Ground (łucznictwo)
- The Mall – odcinek łączący Buckingham Palace z Trafalgar Square (start i meta kolarstwa szosowego, maratonu oraz chodu)

## Znane osoby
W City of Westminster urodzili się m.in.:
- Kiefer Sutherland – aktor
- Alec Guinness – aktor
- Seal – piosenkarz
- Henry Gray – chirurg i anatom
- Alan Mathison Turing – matematyk i kryptolog
- Joan Collins – aktorka
- Wilhelm, książę Walii – członek brytyjskiej rodziny królewskiej, następca brytyjskiego tronu
- Henryk z Walii – członek brytyjskiej rodziny królewskiej
- Cat Stevens – wokalista i kompozytor
- Adam Ant – wokalista i gitarzysta
- Emma Thompson – aktorka i scenarzystka
- Corin Redgrave – aktor
- Robert Baden-Powell – wojskowy i pisarz
- Alfred Molina – aktor
- Elvis Costello – muzyk
- Les Ferdinand – piłkarz
- Douglas Douglas-Hamilton, 14. książę Hamilton – polityk i lotnik
- Steve Hackett – gitarzysta
- Michael Page – bokser oraz zawodnik MMA